# Edward Powys Mathers
Edward Powys Mathers, noto anche con lo pseudonimo di Torquemada (Londra, 28 agosto 1892 – Hampstead, 3 febbraio 1939), è stato un enigmista e traduttore britannico, tra i pionieri dell'enigmistica classica e famoso per i suoi cruciverbi e rompicapi.

## Biografia
Powys Mathers è nato a Forest Hill, un distretto di Londra, figlio di Edward Peter Mathers, editore di giornali. Ha studiato alla Loretto School e al Trinity College di Oxford.
Nel 1919 sposò Rosamond Crowdy (5 luglio 1886 – 7 giugno 1965), terza figlia del colonnello H. Crowd.
È stato principalmente un traduttore: ha tradotto la versione francese di J. C. Mardrus de Le mille e una notte; tale versione inglese apparve nel 1923 ed è nota come "Mardrus/Mathers".
Fu anche creatore di cruciverba criptici per The Observer e sull'edizione domenicale del The Guardian con lo pseudonimo di "Torquemada" dal 1926 fino alla sua morte. È stato l'autore di Crosswords for Riper Years (1925) e The Torquemada Puzzle Book (1934). Fu quest'ultimo libro, una raccolta di enigmi, a dargli la fama postuma e in particolare il racconto in esso contenuto, La mascella di Caino (Cain's Jawbone).
Morì nel sonno nella sua casa di Hampstead nel 1939.

### La mascella di Caino
La mascella di Caino è un racconto enigma, legato ad un gioco a premi: i lettori erano sfidati a mettere in ordine le 100 pagine che costituivano il racconto che erano presentati alla rinfusa; inoltre i concorrenti dovevano individuare i sei assassini e le sei relative vittime nascoste tra le pagine. Quando fu pubblicato nel 1934, solo due persone (tali S. Sydney-Turner e W. S. Kennedy) riuscirono a vincere il premio. A distanza di 80 anni dalla morte di Powys Mathers, nel 2019 la casa editrice inglese Unbound pubblicò di nuovo il racconto come romanzo a sé stante: nel frattempo erano scaduti i diritti di autore e si era persa traccia della soluzione. A distanza di oltre un anno dalla nuova pubblicazione una sola persona riuscì a fornire una soluzione convincente: l'attore comico inglese John Finnemore.
In seguito il romanzo è stato adattato in varie lingue, tra cui italiano, spagnolo, portoghese e polacco, spesso legando la pubblicazione a dei giochi a premi.